# アルキダモス4世
アルキダモス4世（古希: Ἀρχίδαμος、？-紀元前275年、在位：紀元前305年-紀元前275年）はエウリュポン朝のスパルタ王である。
アルキダモス4世は先王エウダミダス1世の子であり、エウダミダス2世の父である。紀元前296年、アルキダモス4世はペロポネソスに侵攻してきたデメトリオス1世とマンティネイア近くで戦うも、敗れた。ラコニアへと進軍したデメトリオスはスパルタ市を攻撃したが、リュシマコスとプトレマイオス1世がデメトリオスの勢力圏を侵食したためにデメトリオスはスパルタから撤退し、スパルタは危機を免れた。アルキダモスの王位はエウダミダス2世が継いだ。